# Antonio Garbiglietti
Antonio Garbiglietti (Biella, 30 novembre 1807 – Torino, 24 gennaio 1877) è stato un medico, entomologo e antropologo italiano.

## Biografia
Laureatosi in medicina all'Università di Torino, fece parte del Collegio di chirurgia della stessa università, dove insegnò.  Fu anche medico di corte della regina Maria Cristina di Savoia. Si specializzò, in particolar modo, sugli Eterotteri.
Garbiglietti viene considerato anche tra gli antesignani dell'antropologia italiana. In particolare, svolgendo ricerche analoghe e in contemporanea a quelle di Giustiniano Nicolucci, del quale recensì svariati saggi, si occupò dello studio dei crani umani. Nel 1861 fondò, a Torino, il Museo Craniologico della Regia Accademia di Medicina.
Fu socio della Società Medico-Chirurgica di Torino e tra i fondatori della Società italiana di Antropologia ed Etnologia voluta da Paolo Mantegazza.

## Opere principali
- Philosophiae medicinae et chirurgiae, Tip. Regia, Torino s.d.

- Brevi cenni intorno ad un cranio etrusco, s.e., Torino 1841.

- Ricerche zootomico-fisiologiche sopra l'osso quadrato ossia timpanico degli uccelli, Tip. Biancardi, Torino 1856;

- Intorno all'opera del consigliere intimo e medico di S.M. il Re di Sassonia dr. Carlo Gustavo Carus sulla simbologia comparata tra lo scheletro umano e quello delle scimmie, Tip. Favale, Torino 1862.

- Di una singolare e rara anomalia dell'osso fugale ossia zigomatico, Tip. Favale, Torino 1866.

- Catalogo delle principali specie di funghi crescenti nei contorni di Torino ed in altre provincie degli antichi Stati sardi di Terraferma disposte secondo il sistema micologico di Fries, Tip. Favale, Torino 1867.

- Crania britannica. Delineations and descriptions of the skulls of the aboriginal and early inhabitants of the British Island with notices of their other remains, Tip. Favale, Torino 1869.

- Note ed osservazioni anatomico-fisiologiche intorno alla memoria del dott. Enrico Morselli sopra una rara anomalia dell'osso malare, Tip. Vercellino, Torino 1872.

- Ulteriori considerazioni anatomico-fisiologiche intorno all'osso malare ossia zigomatico ed al suo sviluppo, Tip. Vercellino, Torino 1874.

- I pigmei della favola di Omero e gli Akka dell'Africa equatoriale, Tip. Bona, Torino 1877.